# Гвидо IV (герцог Сполето)
Гвидо IV (нем. Wido IV., итал. Guido IV; между 870 и 875 — март 897) — герцог Сполето и маркграф Камерино (888/889—897), а также князь Беневенто (895—897). Последний правитель Сполетского герцогства из династии Гвидонидов.

## Биография

### Исторические источники
О деятельности Гвидо IV сообщают целый ряд средневековых исторических источников, в том числе, «Салернская хроника», «Беневентские анналы», «Хроника святого Бенедикта», поэма «Деяния Беренгара», а также каталоги королей и императоров.

### Происхождение
Происхождение Гвидо IV точно не установлено. Предполагается, что он родился между 870 и 875 годом. По одним данным, Гвидо IV был единственным сыном сполетского герцога Гвидо II и братом Иты, по другим — Гвидо Сполетского и Агельтруды. Также имеются предположения, что отцом Гвидо IV мог быть или маркграф Лекко Конрад, или граф Камерино Ламберт Лысый, но эти мнения не подкреплены достаточно надёжными доводами.

### Получение Сполетского герцогства
После смерти в конце 882 или начале 883 года Гвидо II власть над Сполетским герцогством унаследовал его дядя Гвидо, маркграф Камерино, вошедший в историю с прозвищем «Сполетский». Когда же тот объявил о своих притязаниях на королевский титул — сначала в марте 888 года коронуясь как правитель Западно-Франкского государства, а затем в феврале 889 года Итальянского королевства — Гвидо IV получил от него Сполетское герцогство.
Предполагается, что в первые годы правления Гвидо IV реальная власть над Сполетским герцогством находилась в руках короля Гвидо. Вероятно, герцог самостоятельно управлял своими владениями только в то время, когда король и его сын Ламберт боролись с Беренгаром I Фриульским за престол Итальянского королевства. Лишь после смерти короля Гвидо в 894 году в исторических источниках появляются свидетельства о сполетском герцоге как о правителе, действующем по личной инициативе.
Первое сообщение исторических источников о самостоятельной деятельности Гвидо IV датировано 895 годом, когда он пытался завоевать близлежащие к Сполетскому герцогству византийские владения в Апулии. Вероятно, в этом случае он действовал как союзник своих родственников, итальянского короля Ламберта и его матери Агельтруды.

### Завоевание Беневентского княжества
В том же 895 году Гвидо IV проявил себя как успешный военачальник и дипломат. В 895 году он оказал помощь антивизантийскому мятежу, поднятому жителями Беневентского княжества. Благодаря поддержке Гвидо беневентцам удалось изгнать византийцев из города и оттеснить их отряды вплоть до Бари. С согласия духовного лидера восставших беневентцев, местного епископа Петра I, в августе герцог Сполето провозгласил себя правителем этого владения.
Гвидо IV предложил своему родственнику Гвемару I стать его наместником в Беневенто. Однако тот по дороге в город был схвачен и ослеплён гастальдом Авеллино Адельфером. Гвидо IV осадил Авеллино и добился освобождения Гвемара. Адельфер по его приказу был ослеплён и изгнан в Капую. После этого герцог Сполето возвратился в свои владения, а Гвемар, так и не сумев получить власть над Беневенто, уехал в Салерно.
В дальнейшем Гвидо IV не уделял большого внимания нуждам Беневентского герцогства, в котором вскоре начались столкновения между сторонниками франков и людьми, оставшимися верными свергнутому ещё в 884 году Радельхизу II. Также ничего не известно и о реакции Гвидо на посланное ему его зятем Гвемаром I в 896 году письмо, в котором тот писал о новой военной угрозе Беневенто со стороны византийцев. В средневековых источниках упоминается только о том, что сполетский герцог вступил в конфликт с беневентским епископом Петром I и на непродолжительное время изгнал того из города.

### Конфликт Гвидонидов с папой римским Формозом
Успешные действия Гвидо IV на юге Апеннинского полуострова, которые могли бы способствовать усилению влияния короля Ламберта на папство, вызвали опасения папы римского Формоза. В результате уже в сентябре 895 года, сразу же после установления Гвидо контроля над Беневентским герцогством, Формоз обратился с посланием к правителю Восточно-Франкского королевства Арнульфу Каринтийскому с призывом оградить его от притеснений со стороны Ламберта и Агельтруды. Этот призыв стал поводом для Арнульфа в 895—896 годах совершить поход в Италию. В исторических источниках полностью отсутствуют известия о деятельности Гвидо IV в это время. Вероятно, весь период нахождения Арнульфа Каринтийского в Италии Гвидо провёл в Сполето. Туда же в начале 896 года приехал и король Ламберт, а после взятия Рима восточно-франкским войском — и королева Агельтруда.
Арнульф Каринтийский покинул Рим в марте 896 года, оставив в городе отряд франков под командованием графа Фароальда. Конфликт между Гвидонидами и папой продлился вплоть до смерти Формоза, скончавшегося 4 апреля того же года. Несмотря на наличие в Риме восточно-франкского гарнизона, уже к концу 896 года Ламберт и Гвидо IV сумели установить свой контроль над городом. Об обстоятельствах этого события сведений в средневековых источниках не сохранилось.
Новый папа Стефан VI (VII) являлся сторонником сближения папства с Гвидонидами. Предполагается, что Ламберт и Агельтруда активно способствовали осуждению деятельности Формоза на Трупном синоде, созванном в Риме в январе 897 года. Среди лиц, присутствовавших на заседаниях этого собрания, был и герцог Гвидо IV.

### Гибель
Гвидо IV погиб в марте 897 года в окрестностях Рима. Убийцы, подосланные его другом и родственником (кумом) Альберихом I, неожиданно напали на Гвидо на мосту через Тибр. Тело убитого герцога было сброшено в реку. Вслед за этим Альберих захватил власть над Сполето и Камерино. Беневентским княжеством же в течение непродолжительного времени как регент правил местный епископ Пётр I. Однако уже 31 марта или 1 апреля 897 года в город прибыла королева Агельтруда, которая вскоре вновь возвела в местные правители своего родича Радельхиза II.